# Карпош
Карпош (? — 1689) — гайдук, воєвода македонської / болгарської гайдуцької чети (загону), одна з найвизначніших постатей повстання 1689 року проти османської влади.
Справжнє ім'я Карпоша було Петир (болг. Петър), але вже під час свого життя він став відомий під прізвиськом «Карпош» від болг. карпа — скеля, брила, ймовірно через його ім'я — грец. Πέτρος — скеля. Не виключають також, що його прізвисько відобразило велику фізичну силу, про що непрямо свідчить той факт, що він певний час працював на млині, а потім на руднику. Під цим прізвиськом він і залишився у документах того часу, народних спогадах та, пізніше, у історичних роботах.

## Життєпис

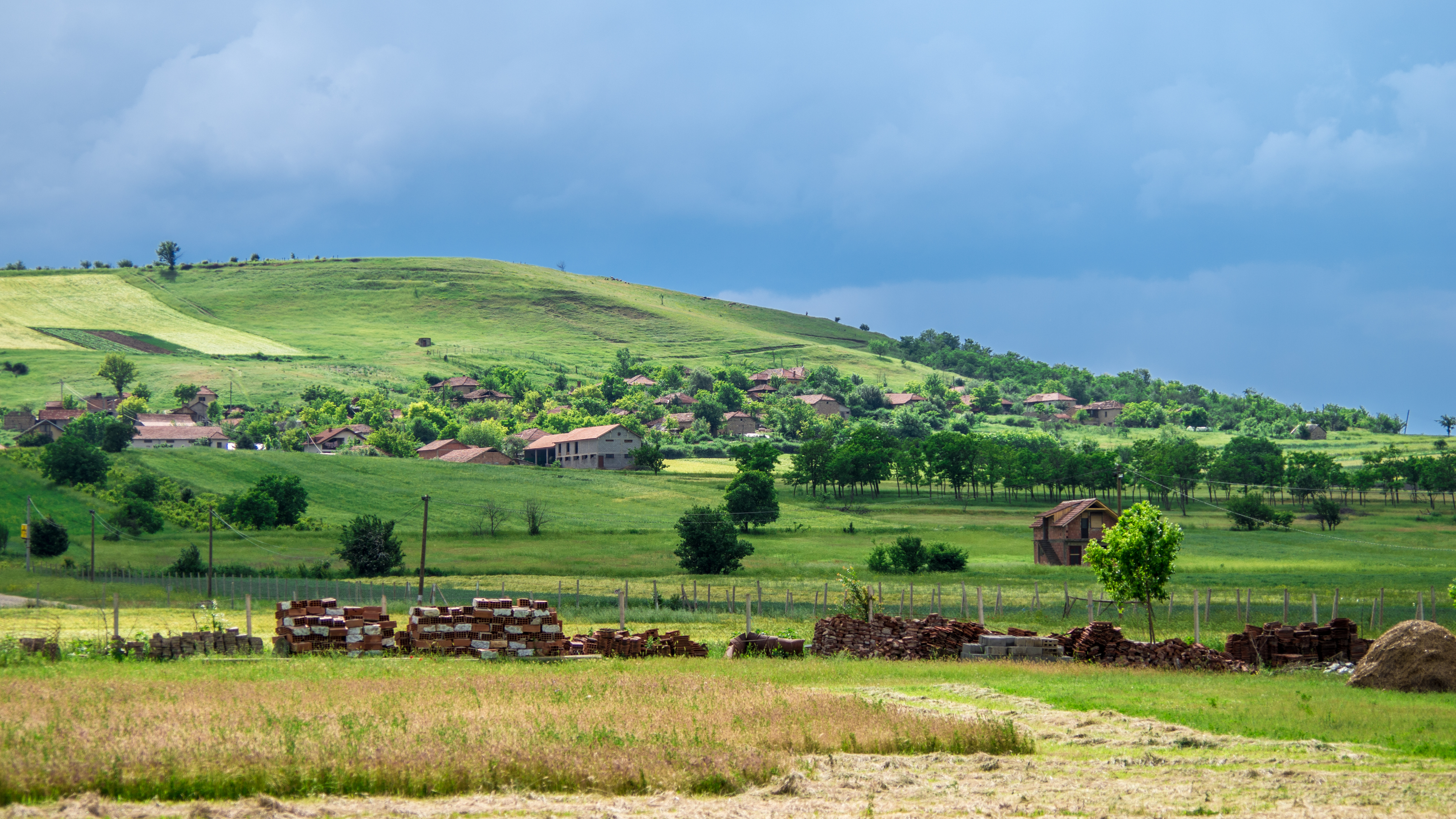
Імовірне рідне село Карпоша — Войник.

Про його походження і життя до 1689 року майже нічого невідомо з певністю — за народними легендами він народився у селі Войник (општина Старо-Нагоричане) поблизу від Куманово, був сином бідного мірошника, якийсь час працював шахтарем на рудниках. Був одружений, мав двох дітей. Гайдуком, за тими ж легендами, він став після того, як османи пограбували його, коли він повертався з роботи у Волощині, відібравши річний заробіток. Начебто після цього він ніколи більше не повернувся до рідної оселі, а знову пішов до рудників, а потім став гайдуком і, врешті решт, капітаном гайдуків. Брак історичних документів того часу не дає змоги перевірити якою мірою ці легенди відповідають дійсності, якщо відповідають взагалі.
Ще до початку повстання 1689 року Карпош вже був відомий у долині Доспат (Західні Родопи, зараз — Смолянська область, Болгарія) як гайдук і ватажок гайдуцької чети. Його діяльність була помічена османською владою, яка спочатку оголосила його злочинцем, а потім, у вересні 1689 року не тільки амністувала, але й призначила головою ополченців (мартолозбаши) Кюстенділської кази (адміністративна одиниця Османської імперії). Ймовірно, таким чином османська влада сподівалася не тільки паралізувати гайдуцький рух у цьому регіоні, а ще й «перетягнути» видатного гайдука на свій бік у час воєнної загрози — австрійська армія тоді розпочала наступ на Балкани (як складову частину кампанії Австро-турецької війни 1683-99 років) і вже взяла Ніш.

## Кумановський король
Однак Карпош не виправдав сподівань османської влади. Коли австрійці під командуванням генерала Е. С. Піколаміні просунулися ще ближче до Кюстенділу, він оголосив про початок нової боротьби проти Османської імперії і сам став на чолі повстання. Він зв'язався з керівництвом австрійської армії, домовившись діяти разом, а територію, яку контролювали загони його гайдуків, оголосив вільною державою під сюзеренітетом австро-угорського імператора Леопольда I. Представниками Леопольда I він був визнаний як його васал, отримав від нього імперський патент на право влади, герб, чин генерала та навіть «коронувався» надісланою імператором васальською короною (мак. калпак, болг. кралски калпак). У народної пам'яті він залишився як «кумановський король» (місто Куманово у північно-східній Македонії було «столицею» Карпошової «держави»). У австрійських документах його титул виглядав як нім. Kiral von Kumanova. Хоча після взяття Нішу у Болгарії, зокрема у Пловдиві і Софії, відбулися антиосманські повстання, і багато болгар звідти взяло участь у нападі австрійської армії на окуповані османами македонські села і міста района Скоп'є. Будучи далеко від своїх тилових об'єктів Піколаміні вирішив захопити багатий, повний їжі Скоп'є. Для того, щоб не втратити багато вояк при штурмі, він піддав місто вогню, як це в ті часи робили, аби знищити в місті тривалу епідемію чуми. Скоп'є палав 26-28 жовтня 1689 року. Османи його залишили і, незважаючи на таку пожежу, Піколаміні отримав велику здобич, але заразився на чуму і невдовзі помер. Це мабуть і було одним з тих факторів, що призвели до згортання наступу австрійців і подальшого відступу, незважаючи на приєднання до бойових 5 тисяч місцевих повстанців.
Відступ австрійської армії восени 1689 року означав кінець «кумановського короля».

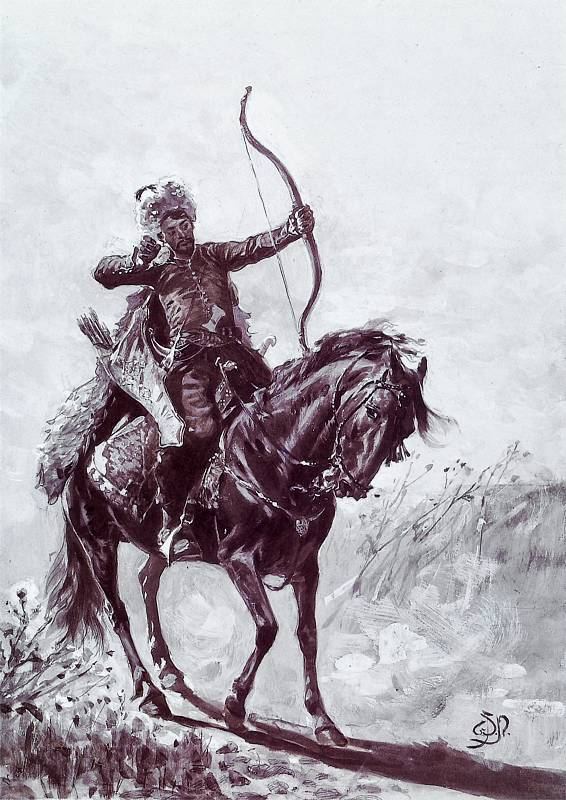
Кримськотатарський воїн стріляє з лука.

На територію, яку контролювали загони Карпоша, насунулася османська й кримськотатарська армії на чолі з кримським ханом Селімом Ґераєм I. Саме кримських татар вважають авангардною силою об'єднаного війська. Кримськотатарські загони діяло дуже жорстоко. Карпош спробував боронитися, але в листопаді 1689 року під Скоп'є його «військо» було розгромлено, а сам він був вбитий. Є також свідчення, що кримський хан взяв його у полон, велів посадити на палю, а потім проштрикнути списами і скинути тіло в річку Вардар біля Кам'яного мосту міста Скоп'є у перших числах грудня 1689 року. Також є імовірним те, що Карпоша там стратили через повішення. Але достеменно місце і обставини його загибелі, місце поховання на сьогодні залишаються невідомими.

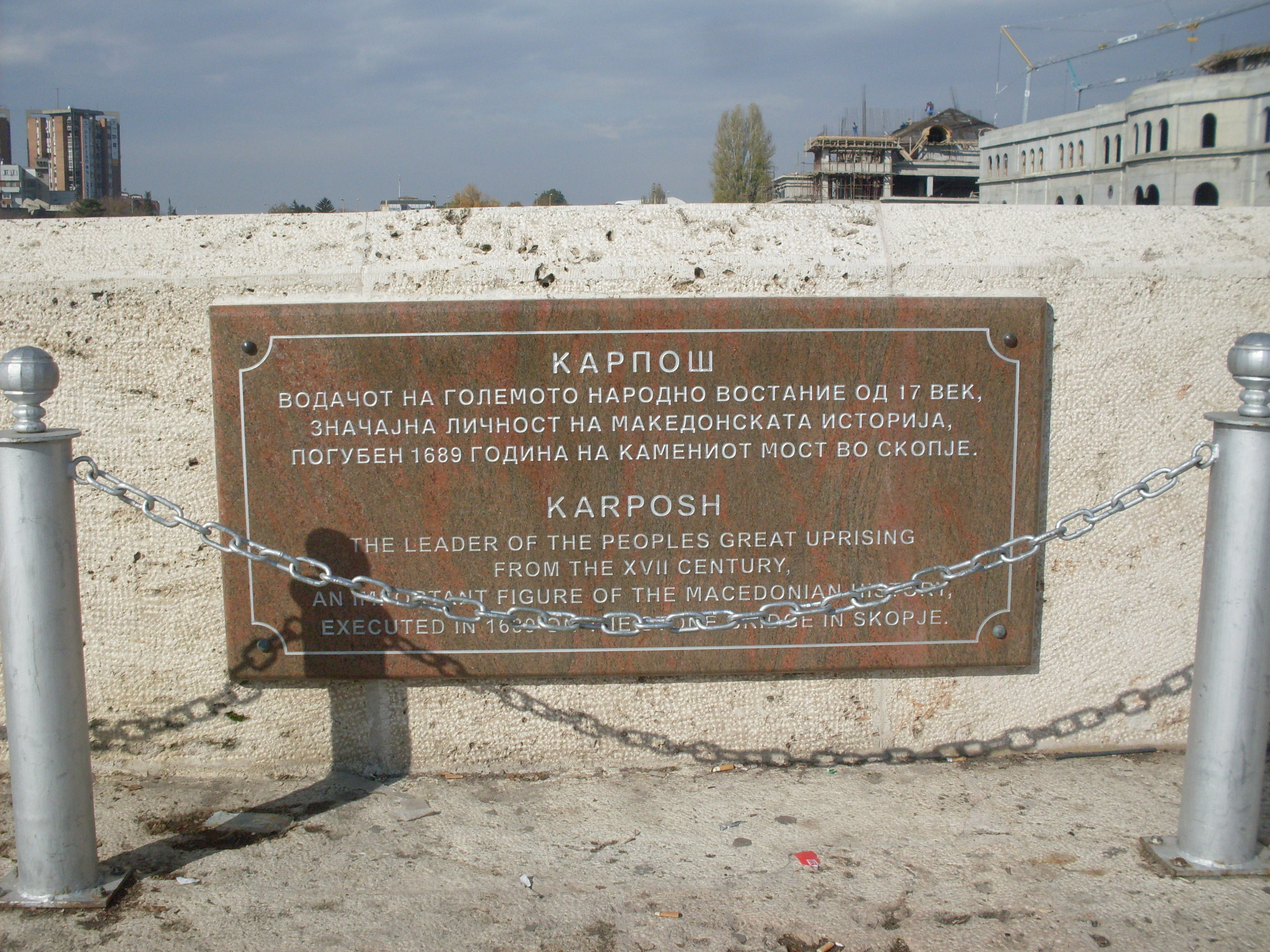
Меморіальна дошка на можливому місці загибелі Карпоша (східна сторона Кам'яного мосту у Скоп'є на лівому березі Вардара.).

## Пам'ять
Повстання Карпоша та його ватажок, який став хоча б ефемерним, але королем, залишилося у народній пам'яті балканських слов'ян. Через специфіку історичної ситуації у Македонії Карпоша вважають «своїм героєм» водночас Болгарія та Республіка Македонія. Ім'ям Карпоша названо 4 населених пункти у районі Скоп'є.